# Gelijkenis van de Goede Herder

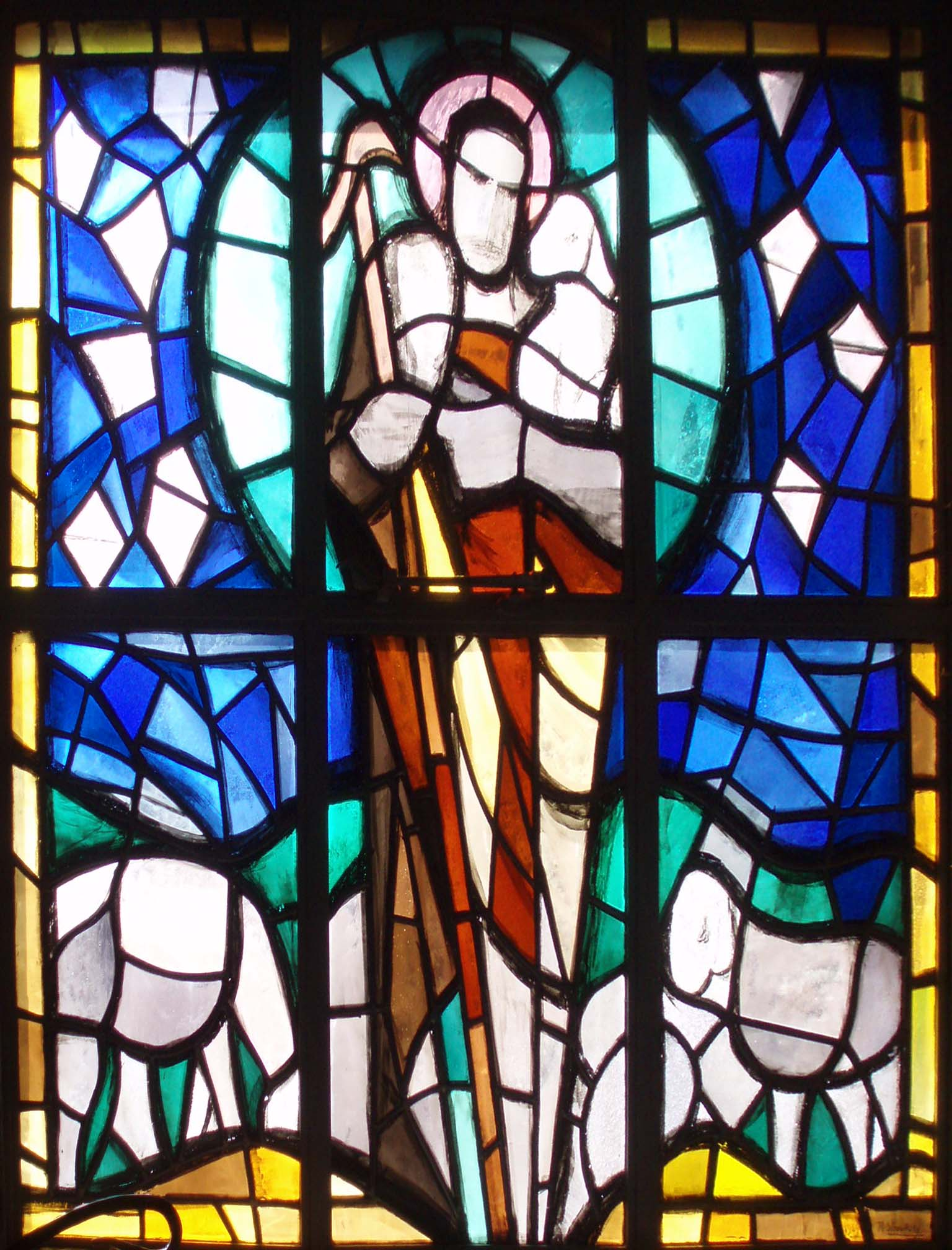
De Goede Herder, glas-in-loodraam te Gennep, gemaakt door Théodore Strawinsky

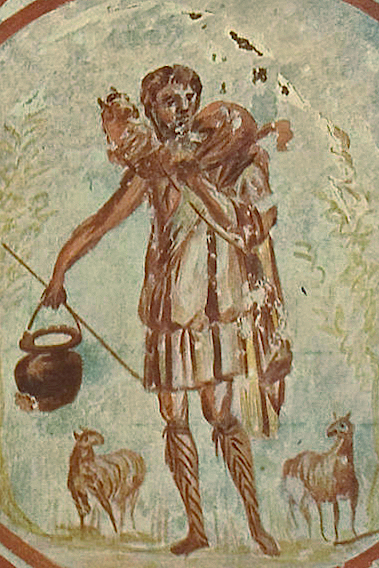
De Goede Herder, derde-eeuwse afbeelding uit de catacomben van Rome.

De gelijkenis van de Goede Herder is een gelijkenis van Jezus in Johannes 10:11-14 in het Nieuwe Testament. Hierin noemt Jezus zichzelf de "Goede Herder", die zijn leven inzet voor zijn schapen. Zijn schapen kennen hem en hij kent zijn schapen. De Goede Herder wordt in het verhaal afgezet tegen de herdersknecht, die de schapen in de steek laat zodra hij een wolf ziet aankomen. De schapen zijn niet van hem, waardoor hij aanmerkelijk minder verantwoordelijkheid over hen voelt. 

## Gelijkenis of metafoor?
Er is discussie over de vraag of dit onderwijs van Jezus een gelijkenis of een metafoor betreft. Volgens het artikel van de Katholieke Encyclopedie over gelijkenissen: "Er zijn geen gelijkenissen in het Johannesevangelie". Volgens het Encyclopædia Britannica-artikel over het evangelie van Johannes: "Hier bevat de leer van Jezus geen gelijkenissen en slechts drie allegorieën."

## Naamgeving voor kerkelijke instanties
Naar aanleiding van deze gelijkenis zijn er verschillende kerkelijke instanties die zichzelf "Goede Herder" noemen. Eén daarvan was ooit een christelijk Nederlands kindertijdschrift dat werd uitgegeven door stichting In de Ruimte. Nadat het tijdschrift in handen kwam van de Evangelische Omroep, werd het blad gemoderniseerd en omgedoopt tot Zeggus. 

## Kunst
Johann Sebastian Bach componeerde in zijn tweede jaar als Thomaskantor in Leipzig de cantate Ich bin ein guter Hirt. Hij componeerde deze cantate voor de zondag "Misericordias Domini". De voorgeschreven lezingen voor deze betreffende zondag waren 1 Petrus 2:21–25 en Johannes 10:12–16.

## Trivia
- In 2006 is een film uitgebracht over de CIA net na het einde van de Tweede Wereldoorlog met de titel "The Good Shepherd" met rollen voor Matt Damon, Angelina Jolie, Alec Baldwin en Robert De Niro.
- De Vlaamse dichter Wies Moens (1898-1982) eindigt zijn gedicht "Laat mij mijn ziel" met "het Boek geopend aan de parabel van de Goede Herder".
- Er bestaat een methode van christelijk onderwijs genaamd Catechese van de Goede Herder die ook in Nederland wordt toegepast.